# Museu de História Natural de Leida
O Museu de História Natural de Leiden, ou, na sua forma portuguesa, de Leida, também conhecido como Naturalis, é o museu de história natural nacional dos Países Baixos, localizado em Leiden.

## História
O museu foi fundado pelo naturalista holandês Coenraad Jacob Temminck (1778-1858), filho do tesoureiro da Companhia Holandesa das Índias Orientais Jacob Temminck (1748- 1922), de quem herdou uma grande coleção de pássaros. Enquanto foi diretor, Coenraad Jacob Temminck recebeu doações de H.B. von Horstok da África do Sul e peças de Gana por H.S. Pel,
Posteriormente, o museu uniu-se ao Rijksmuseum van Natuurlijke Historie (abreviado RMNH) e do Rijksmuseum van Geologie en Mineralogie (abreviado RGM) em 1984. Em 1986, decidiu-se que o museu deveria se tornar público e que um novo edifício seria construído. O novo edifício custou cerca de 60 milhões de euros, fazendo desse o segundo museu mais caro dos Países Baixos.
Em 2010, fundiu-se com o Museu de Zoologia da Universidade de Amsterdão e com o Herbário Nacional dos Países Baixos para formar o Naturalis Biodiversity Center.

## Acervo
O Museu de História Natural de Leiden possui um dos maiores acervos de espécies de pássaros no mundo. São mais de 200.000 peças, como ovos, penas e esqueletos. A maior parte da coleção é proveniente das antigas dependências do Império Colonial Holandês (séculos XVII à XX), principalmente da Indonésia e do Japão.

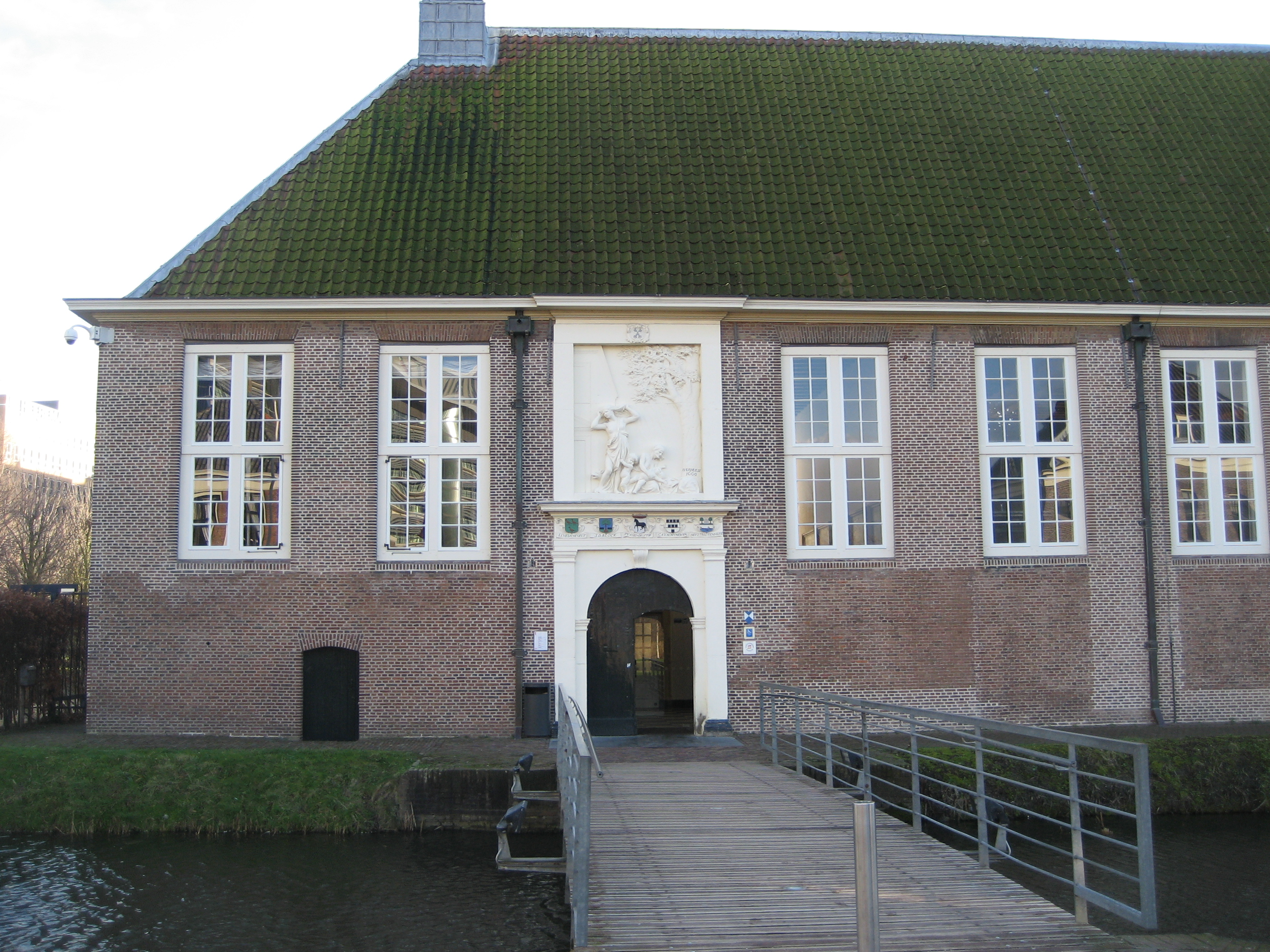
Naturalis (Pesthuis)
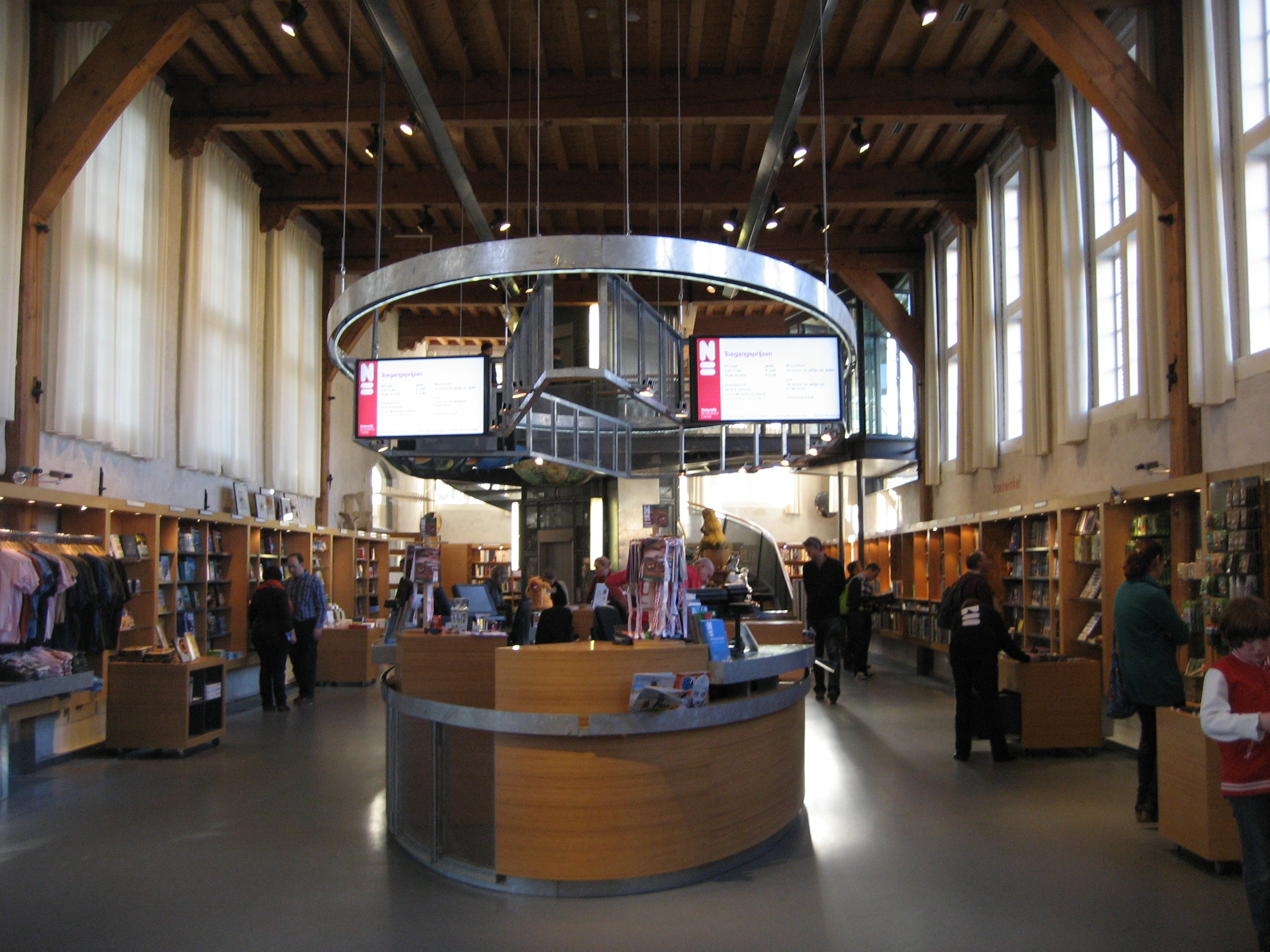
Caixa registradora Naturalis (Pesthuis)
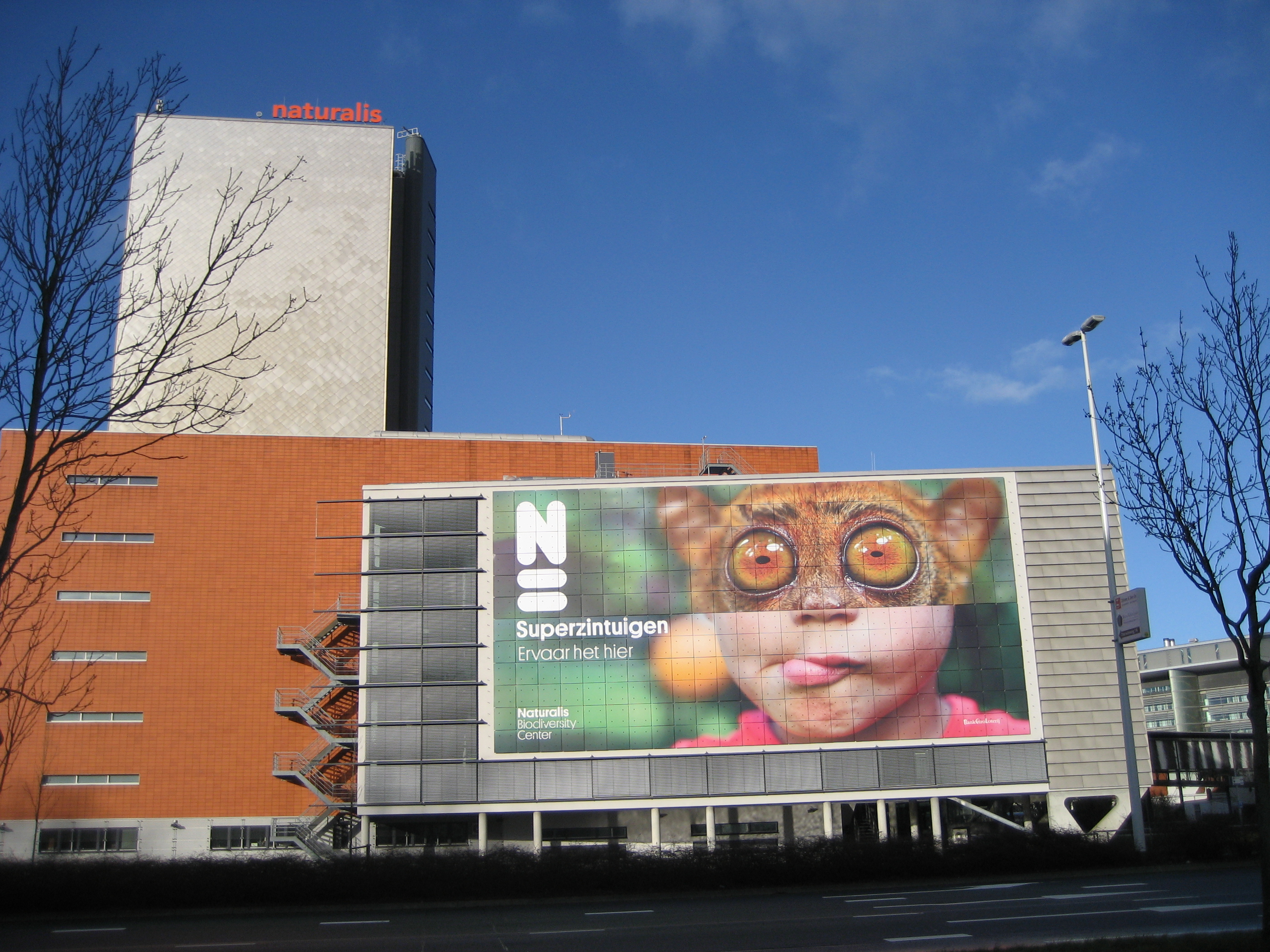
Naturalis (Museu) [2013]
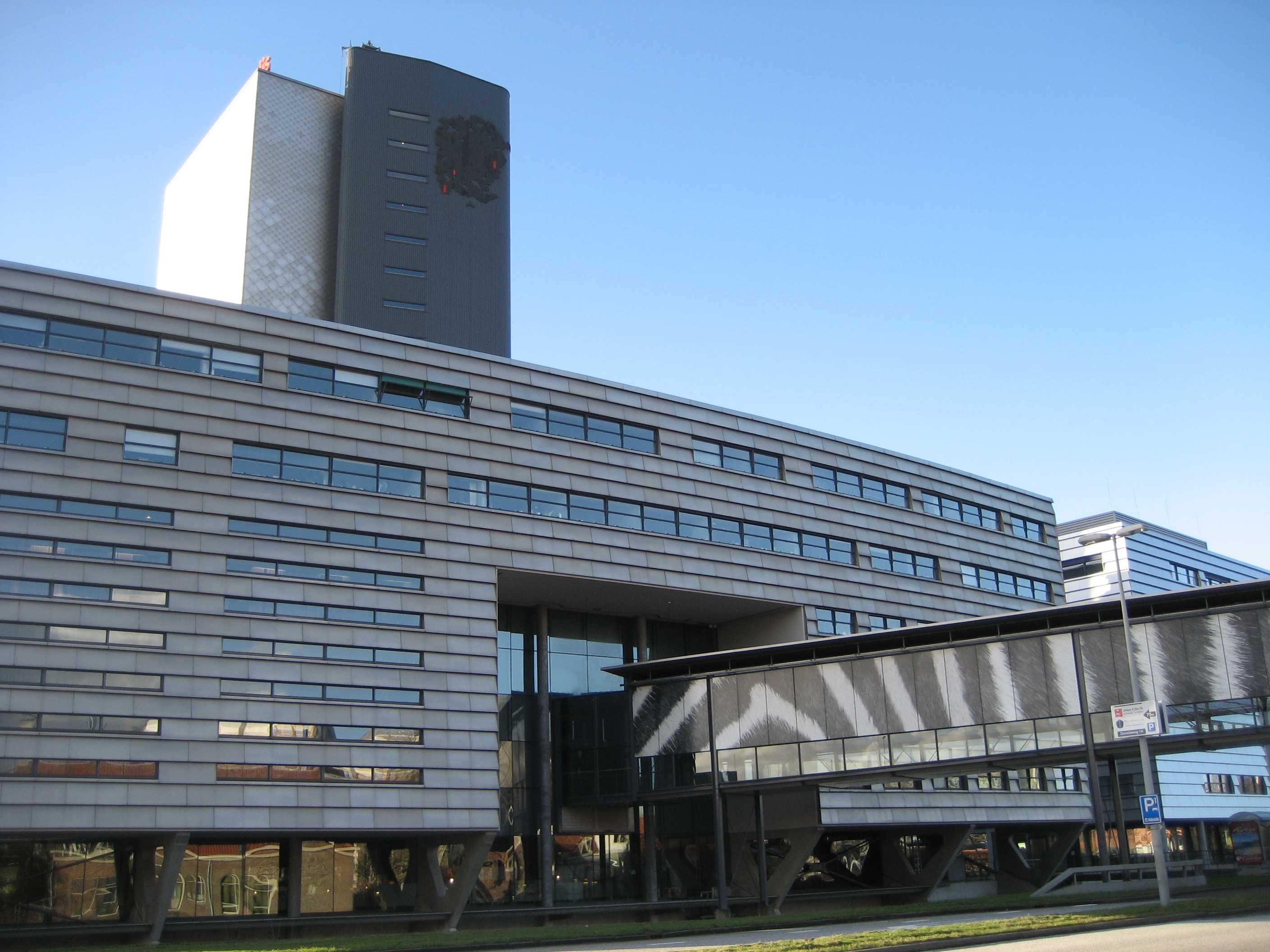
Naturalis (Museu)